# Словаччина на Європейських іграх 2015
Словаччина на перших Європейських іграх у Баку була представлена 177 атлетами.

## Медалісти
| Медаль | Спортсмен                     | Спорт          | Дисципліна                                  |
| ------ | ----------------------------- | -------------- | ------------------------------------------- |
| Золото | Ерик Варга Зузана Штефечекова | Стрільба       | Трап (змішані)                              |
| Золото | Змішана команда               | Легка атлетика | Команда (змішані)                           |
| Срібло | Ерик Варга                    | Стрільба       | Трап (чоловіки)                             |
| Срібло | Равол Копп                    | Стрільба       | Пістолет, 50 м (чоловіки)                   |
| Бронза | Вільям Танко                  | Бокс           | До 52 кг (чоловіки)                         |
| Бронза | Юрай Тужинський               | Стрільба       | Пневматичний пістолет, 10 м (чоловіки)      |
| Бронза | Іштван Леваї                  | Боротьба       | До 66 кг, греко-римська боротьба (чоловіки) |